# Scariff Island
Scariff Island är en ö i republiken Irland.   Den ligger i grevskapet Ciarraí och provinsen Munster, i den sydvästra delen av landet, 300 km sydväst om huvudstaden Dublin. Arean är 2,0 kvadratkilometer.
Terrängen på Scariff Island är lite kuperad. Öns högsta punkt är 248 meter över havet. Den sträcker sig 1,5 kilometer i nord-sydlig riktning, och 1,9 kilometer i öst-västlig riktning.